# Maarten van Heemskerck

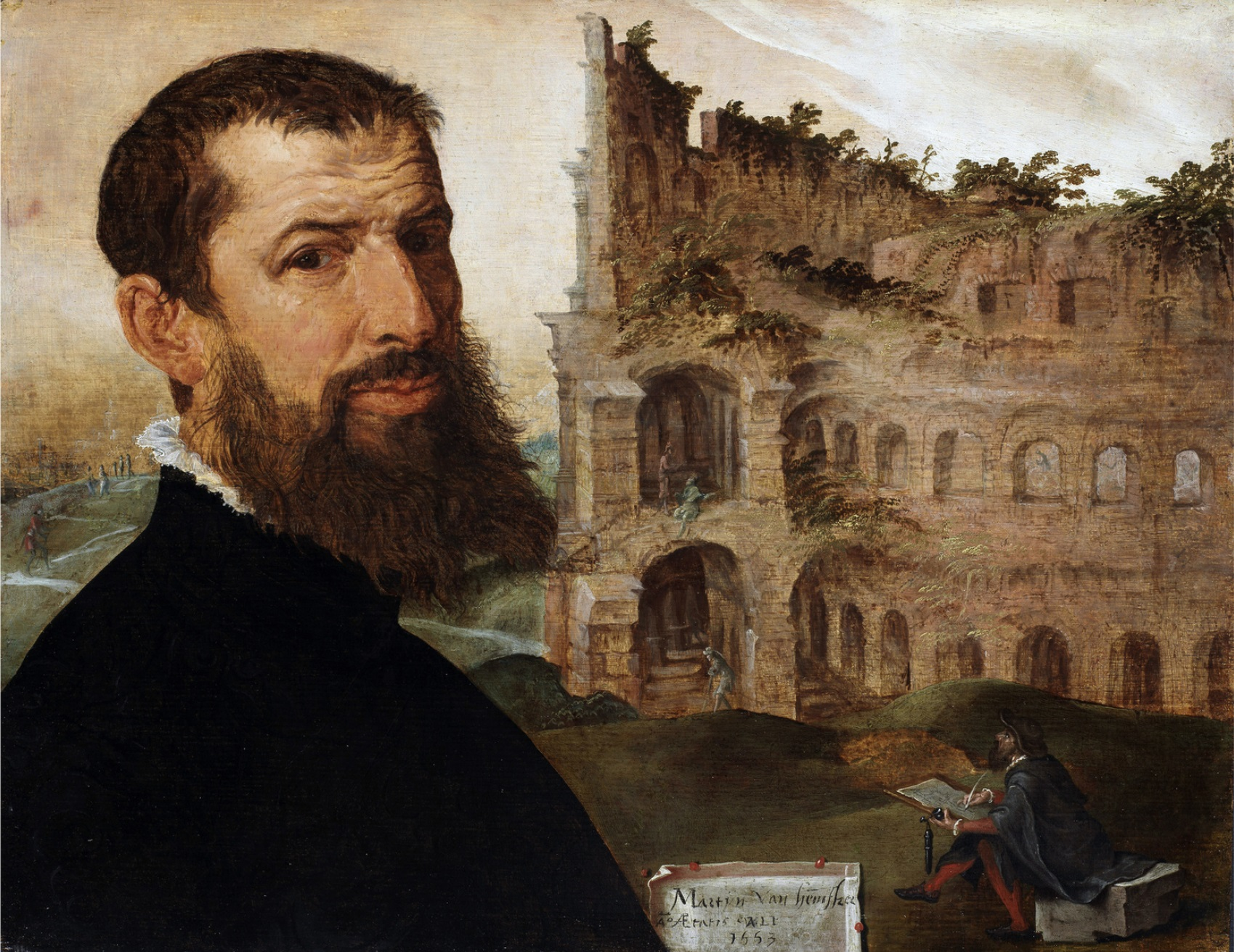
Maarten van Heemskerck, Selbstporträt mit dem Kolosseum, 1553

Maarten van Heemskerck (* 1498 in Heemskerk; † 1. Oktober 1574 in Haarlem; eigentlich Maerten Jacobszoon, auch Martin[us] van Heemskerck, Sohn des Jacob Wilhelmsz. van Veen ) war ein niederländischer Maler, Zeichner und Entwerfer von Druckgrafiken der Spätrenaissance.

## Wirken

### Lehrjahre

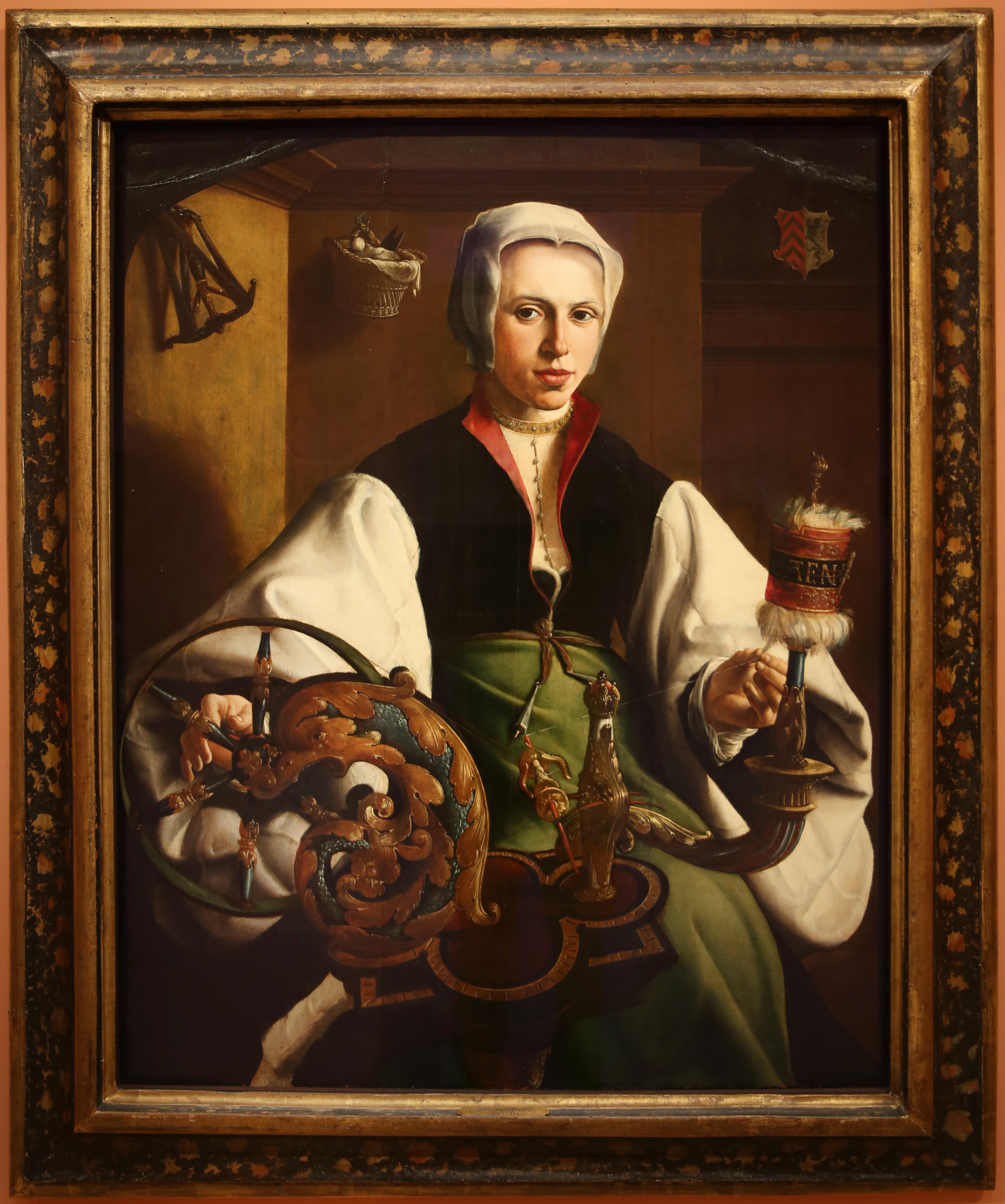
Porträt einer spinnenden Frau (1531)

Gegen den Willen seines Vaters Jacob Willemsz. van Veen, eines Gutsbesitzers, ging Maarten van Heemskerck in Haarlem bei Cornelis Willemsz. in die Lehre. Später war er Lehrling in der Werkstatt Jan Lucasz. in Delft. Wohl um 1527 ging Maarten zurück nach Haarlem, um in der Werkstatt Jan van Scorels tätig zu werden, der unter Hadrian VI. Inspektor der päpstlichen Kunstsammlungen gewesen und zwischen 1527 und 1530 dort ansässig war. Die Tätigkeit in der Werkstatt van Scorels war unter anderem für Maartens Malstil dieser Zeit so maßgeblich, dass einige Jan van Scorel zugeschriebene Gemälde als Werke von Maarten van Heemskerck identifiziert werden konnten. Bis 1532 arbeitete er für den Kirchenvogt Pieter Jansz. Foppesz., den er mit seiner Familie in dem sogenannten Kasseler Bildnis porträtierte.

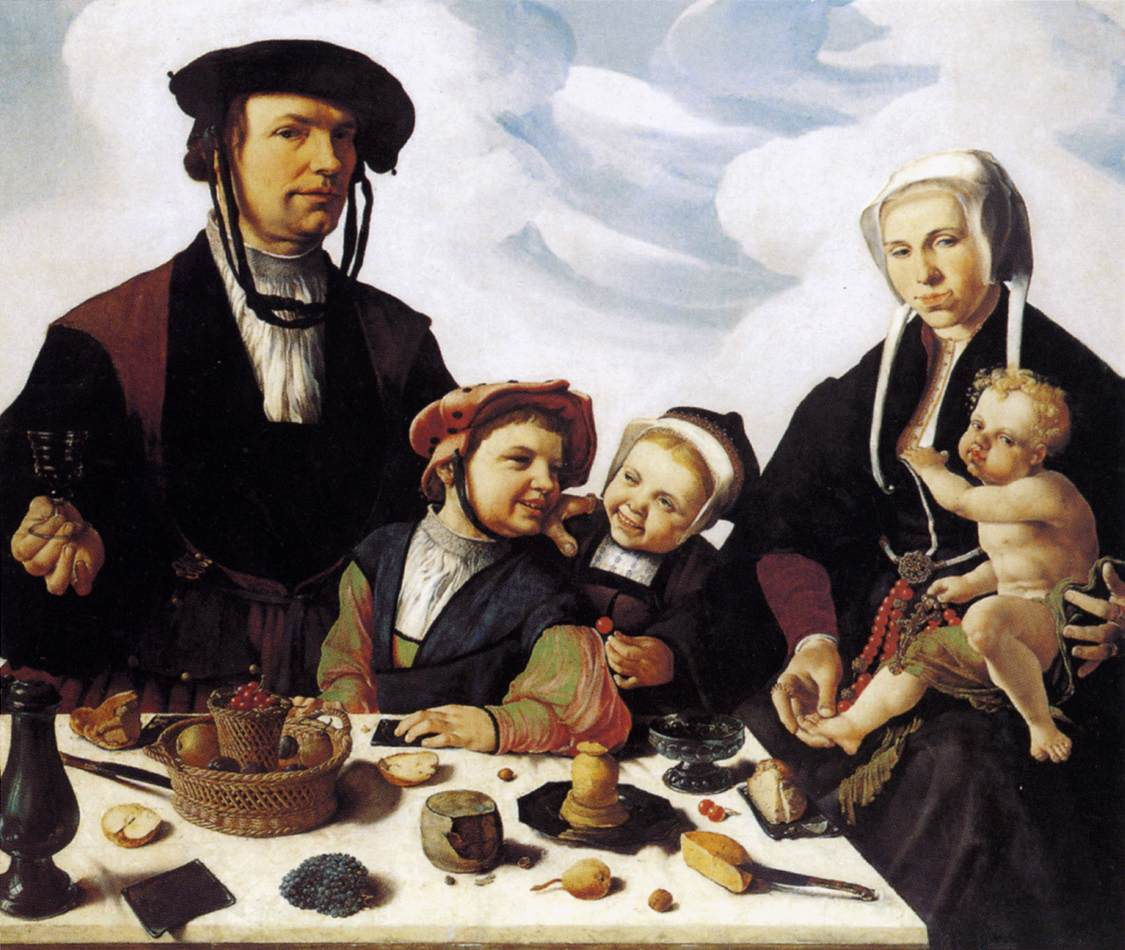
Porträt der Familie Pieter Jansz. Foppesz., 1530er Jahre, heute in der Gemäldegalerie Alte Meister in Kassel.

### Italienreise, 1532–1536/37

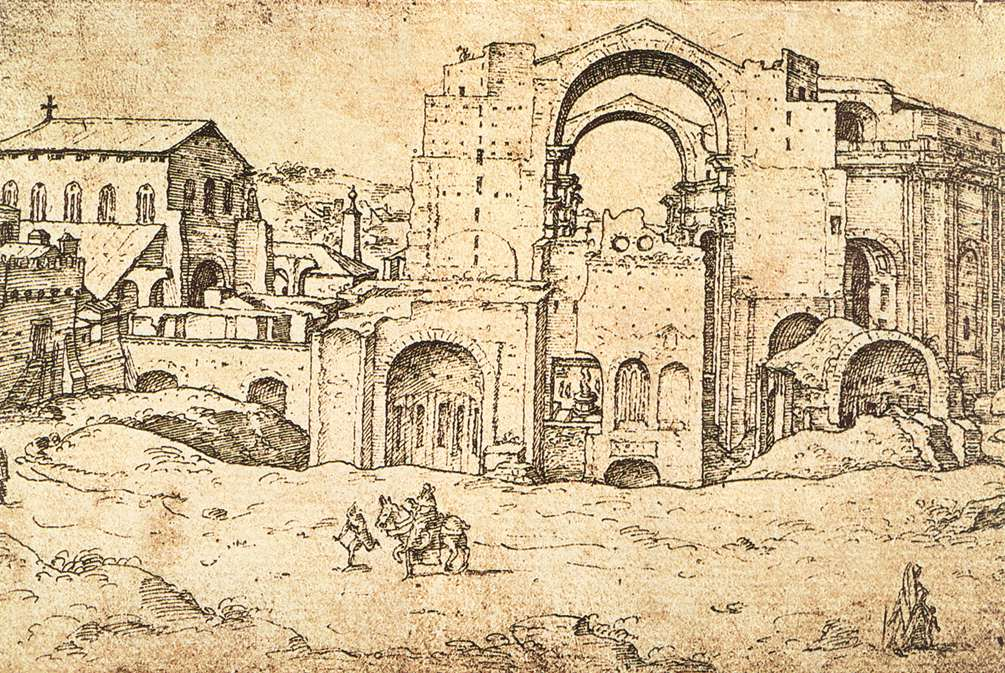
Der Petersdom im Bau, 1536

1532 brach er zu einer Reise auf, die ihn nach Rom führte, wo er sich mit einem Empfehlungsschreiben an einen Kardinal (vermutlich Kardinal William von Enckenvoirt, einem Vertrauten des verstorbenen niederländischen Papstes Hadrian VI.), einführen konnte. Wegen seiner Geschicklichkeit als Maler und seiner schnellen Arbeitsweise erhielt er rasch Aufträge aus den Ateliers führender römischer Künstler. U.a. arbeitete er zusammen mit Antonio da Sangallo d. J., Giovanni Battista Franco und Francesco de’ Rossi an der Ausgestaltung der Porta San Sebastiano in Rom als Triumphbogen zu Ehren der Ankunft von Karl V. am 5. April 1536 in Rom. Während seines Aufenthalts fertigte er eine große Anzahl von Zeichnungen antiker römischer Skulpturen und anderer Relikte sowie von antiker und zeitgenössischer Architektur an, die später zum Teil als Kupferstiche reproduziert und verbreitet wurden. Seine Ansichten römischer Antikensammlungen sind die frühesten Beispiele ihrer Art, seine suggestiven Ruinenlandschaften begründeten das Sujet der topografischen Romvedute.
Den weltweit größten Teil der erhaltenen römischen Zeichnungen Van Heemskercks bewahrt das Berliner Kupferstichkabinett eingeklebt in zwei Sammelalben aus dem 18. und 19. Jahrhundert auf. 66 Blätter davon sind von einheitlichem Format von ca. 135 × 210 mm und waren Teil eines kleinen Skizzenbuchs. Die anderen Zeichnungen sind von größerem uneinheitlichem Format und wurden vom Künstler vermutlich lose in Mappen aufbewahrt. Eines der Alben (das sogenannte Heemskerck-Album I) wurde 2023 aus konservatorischen Gründen aufgebunden. Die einzelnen Blätter wurden aus den Fensterausschnitten der Albumseiten herausgelöst, kunsttechnologisch untersucht und 2024 erstmals in einer monografischen Ausstellung am Berliner Kulturforum ausgestellt.
Aufgrund der großen Zahl an Darstellungen antiker Bau- und Bildwerke sowie zeitgenössischer Kunst werden die Zeichnungen aus den beiden Sammelalben, die neben Maarten van Heemskerck noch zwei weiteren, unbekannten Künstlern (sog. Anonymus A und Anonymus B) zugeschrieben werden, von Archäologie, Kunst- und Geschichtswissenschaft sowie Architekturgeschichte häufig als Bildquelle verwendet (zum Beispiel zur Baugeschichte des Petersdoms). Insbesondere die eigenhändigen Heemskerck-Zeichnungen zeichnen sich darüber hinaus durch ihre hohe künstlerische Qualität und Kreativität aus. Sein Skizzenmaterial diente Van Heemskerck in der Folge als Grundlage für seine zahlreichen profanen wie sakralen Darstellungen in Malerei und Druckgrafik.
Eine 2021 aufgestellte und 2024 präzisierte Hypothese, dass der Zeichnungsbestand aus den beiden Berliner Sammelalben nicht von Maarten van Heemskerck und den Anonimi A und B, sondern bis auf wenige Ausnahmen vollständig von dem Bildhauer Cornelis Floris II. ausgeführt worden und zwischen 1535/36 und 1538 zu datieren sei, wurde von der archäologischen und kunsthistorischen Forschung nicht aufgegriffen und durch mehrere Beiträge des Berliner Ausstellungskatalogs „Faszination Rom. Maarten van Heemskerck zeichnet die Stadt“ widerlegt.
Nicht nur die Überlieferungsgeschichte des römischen Skizzenbuchs, sondern vor allem stilistische und handschriftliche Vergleiche bestätigen die Autorschaft Van Heemskercks. Darüber hinaus hat Van Heemskerck römische Motive seiner Zeichnungen vielfach in späteren Werken wiederverwendet, was im Falle einer Autorschaft des in Antwerpen tätigen Cornelis Floris nicht möglich gewesen wäre. Auch die kunsttechnologischen Untersuchungsergebnisse von 2024 widersprechen der Hypothese, da die Tinte der Zeichnungen im römischen Skizzenbuch dieselbe Zusammensetzung aufweist wie die unzweifelhaft eigenhändigen Blätter größeren Formats, die zum Teil signiert und datiert sind.

### Rückkehr nach Haarlem
Nach seiner Rückkehr nach Haarlem 1536/37 bekam Maarten vor allem kirchliche und bürgerliche Aufträge für Altarbilder, Porträts, mythologische und andere Gemälde. Er schuf Entwürfe von Wandteppichen und Glasfenstern. Von 1540 bis 1542 war er mit Marie Jacobs Coningsdochter verheiratet; sie starb im Wochenbett. Er war ein führendes Mitglied der Haarlemer Lukasgilde, der Zunft der Maler. Daneben war er von 1553 bis zu seinem Tode 1574 Kirchenmeister der St.-Bavo-Kirche in Haarlem.

### Druckgrafisches Werk

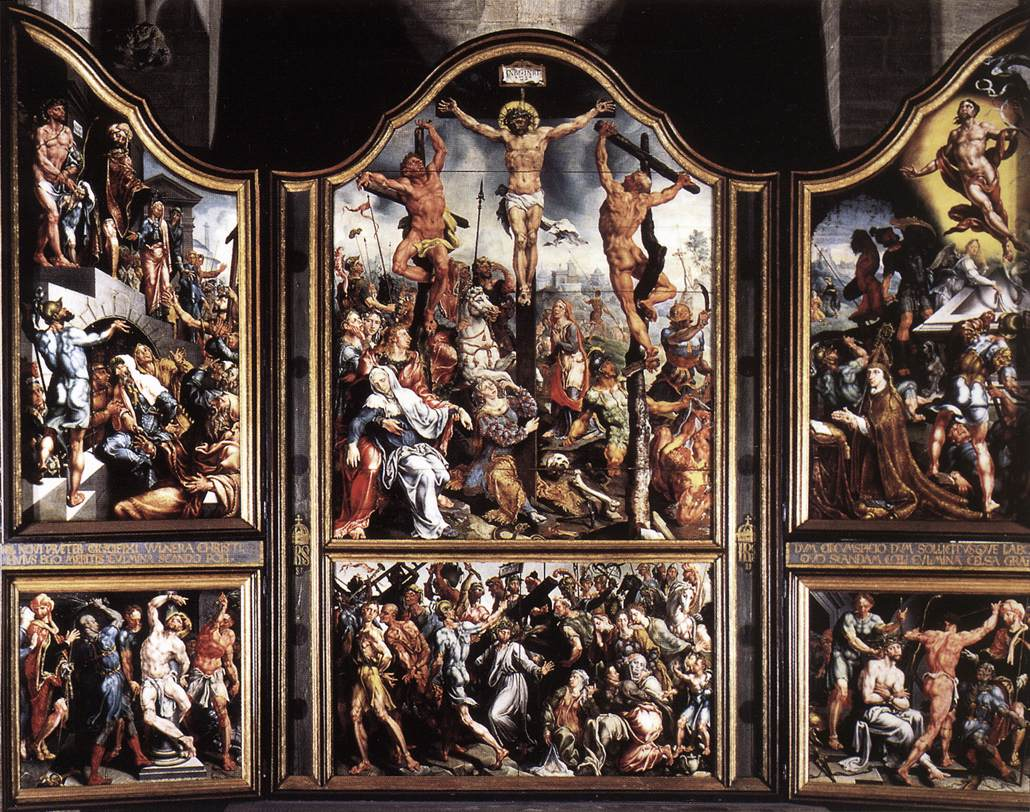
Triptychon im Dom zu Linköping

Während seiner Zeit in Haarlem entstand ein umfangreiches Œuvre an Radierungen und Kupferstichen, das v. a. seine intensive Auseinandersetzung mit humanistischen und antiquarischen Themen zeigt. Hierfür arbeitete er mit renommierten Verlegern wie Philips Galle und Dirck Volkertszoon Coornhert sowie Humanisten wie Hadrianus Junius zusammen. Zahlreiche Serien (in Buchform) wurden mehrmals aufgelegt. Die in ihrer Nachwirkung am bedeutendste Serie ist die 1572 bei Galle erschienene Serie der Weltwunder, Octo mundi miracula, die als erste bildliche Darstellung der antiken Weltwunder in der Neuzeit gilt und bis Johann Bernhard Fischer von Erlachs Serie die Bildtradition dominierte.

## Werke (Auswahl)

Vulkan zeigt den Göttern die in seinem Netz gefangenen Venus und Mars, um 1540, Kunsthistorisches Museum, Wien

- Beweinung Christi, zw. 1527 u. 1532, Wallraf-Richartz-Museum & Fondation Corboud, Köln
- Schmerzensmann, vor 1532, Museum voor Schone Kunsten, Gent
- Kalvarienberg, Museum voor Schone Kunsten, Gent
- Triumph des Bacchus, 1537/1538, Kunsthistorisches Museum, Wien
- Vulkan zeigt den Göttern die in seinem Netz gefangenen Venus und Mars, um 1540, Kunsthistorisches Museum, Wien
- Pieter Jan Foppesz. und seine Familie, vor 1538, Gemäldegalerie Alte Meister, Kassel
- Nascendo morimur, 1540, Mittelrheinmuseum, Koblenz
- Venus und Amor, 1545, Wallraf-Richartz-Museum & Fondation Corboud, Köln
- Apollo und die Musen, 1550–1560, New Orleans Museum of Art
- Momus tadelt die Werke der Götter, 1561. Berliner Gemäldegalerie, Berlin